# Bước đi thế kỷ
Bước đi Thế kỷ (tựa đề tiếng Anh:The Walk) là một bộ phim Tiểu sử 3D của đạo diễn Robert Zemeckis, kịch bản phim do đạo diễn hợp tác với Christopher Browne xây dựng. Bộ phim dựa trên câu chuyện có thật về hành trình đi bộ qua dây giữa hai tòa tháp đôi Trung tâm Thương mại Thế giới của nghệ sĩ đi trên dây mạo hiểm người Pháp Philippe Petit vào ngày 7 tháng 8 năm 1974. Phim có sự góp mặt của các ngôi sao như Joseph Gordon-Levitt, Ben Kingsley, Charlotte Le Bon, James Badge Dale, Ben Schwartz và Steve Valentine. Bộ phim được hãng TriStar Pictures phát hành dưới định dạng IMAX 3D vào ngày 30 tháng 9 năm 2015 và được phát hành ở định dạng 2D và 3D thông thường vào ngày 9 tháng 10 năm 2015. Bộ phim sẽ được chiếu riêng cho các nạn nhân của thảm họa ngày 11 tháng 9 năm 2001.